# Cita con Apeles
Cita con Apeles fou un programa d'entrevistes de televisió, produït per Gestmusic Endemol i emès per la cadena espanyola Telecinco el 1997. Era dirigit i presentat pel Pare Apel·les i la Rocío Carrasco i tenia el Frank J. Torres i el Joan Tresserras como codirectors i guionistes.
Cita con Apeles es començà a emetre el 31 d'octubre del 1997 i tingué una audiència mitjana d'1.061.000 i el 18,7% del share.
L'èxit del pare Apel·les al debat de Moros y cristianos i els seus irònics comentaris al programa estival El puente, el van portar a presentar, el 1997, per primer cop un programa a Telecinco.
Com a companya tenia la Rocío Carrasco, que també s'estrenava així en la presentació de programes. Era una producció basada en un xou televisiu anomenat It's your turn, format d'Endemol, que anteriorment havia triomfat en diverses televisions europees.
Al programa hi podia assistir qualsevol persona que tingués alguna cosa a dir o demostrar; per fer-ho, disposava de dues possibilitats: un escenari i una cadira. Si el concursant tenia alguna cosa a dir, ja fos una queixa, un discurs a favor d'una idea política o, simplement, volia recitar versos, s'asseia a la cadira i el públic del plató, a través del comandament, decidia si el volia seguir escoltant o no. Quan el vot negatiu del públic superava el 50%, la cadira es desplaçava per un carril i feia fora del concurs a l'orador. Automàticament, un altre concursant començava a dirigir-se al públic.
Pel que fa a l'escenari, normalment l'ocupava gent amb ganes de cantar. D'altres hi ballaven o feien xous de màgia. En aquest cas, el públic decidia –a través del comandament– quan havia de baixar el teló d'acord amb l'interès que generava l'actuació. Per tant, els guanyadors eren els que aguantaven més estona amb el beneplàcit del públic.